# Machu Picchu (montanha)

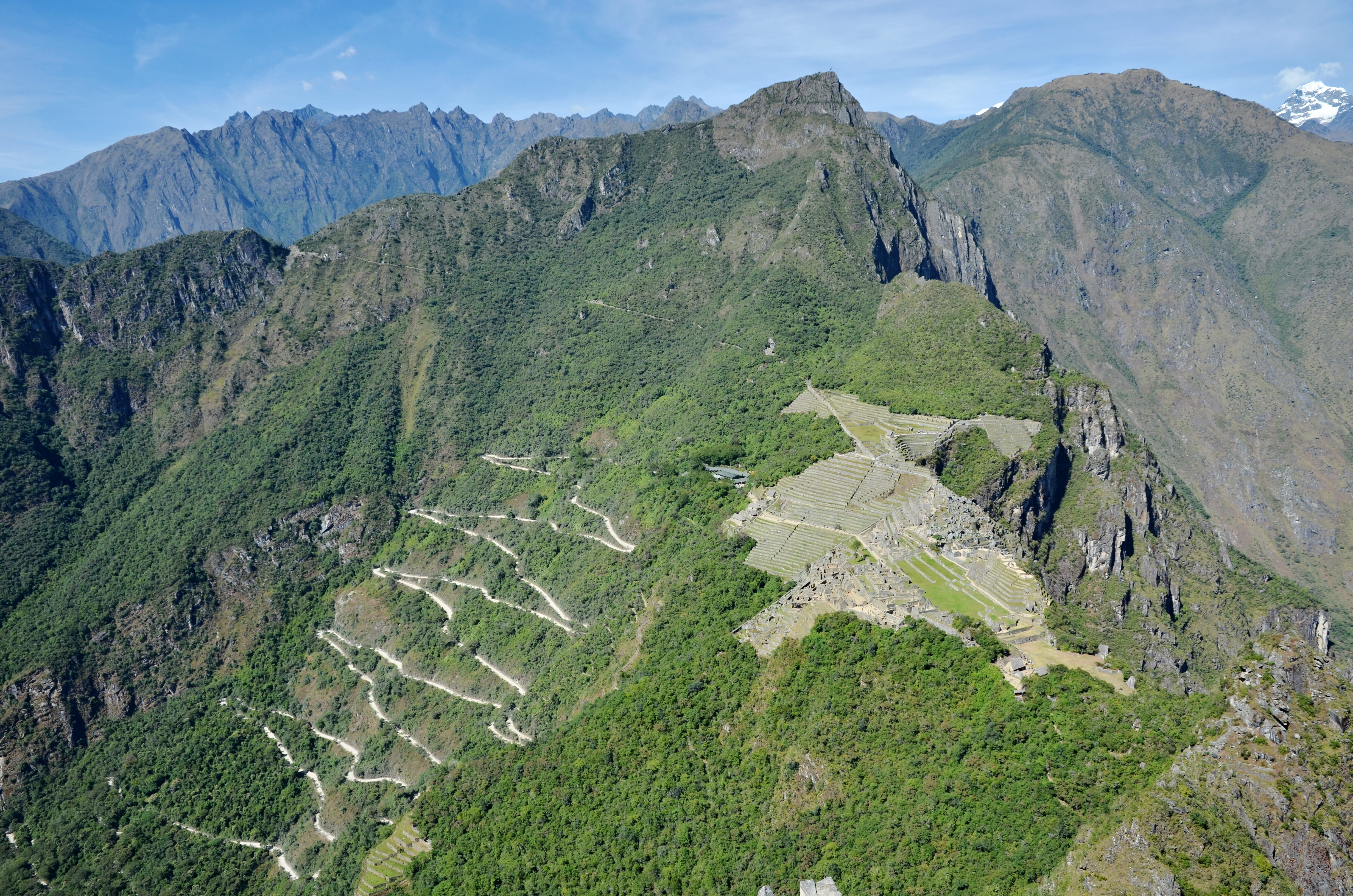
O sítio arqueológico de Machu Picchu nas encostas da montanha.

A montanha Machu Picchu é o nome contemporâneo que se dá a uma montanha localizada na Cordilheira Oriental do sul do Peru, na cadeia montanhosa dos Andes, a 3082 metros acima do nível do mar. É o pico mais alto que existe no parque arqueológico de Machu Picchu, onde se encontra a antiga cidade inca de mesmo nome.
Machu Picchu é uma palavra quéchua que significa "montanha velha". Foi escalada pela primeira vez em 1942 por Hiram Bingham e seus companheiros.
A subida à montanha é feita por uma trilha que começa dentro da cidade inca e leva cerca de duas horas para chegar ao topo. Do cume da montanha, se tem uma vista panorâmica da cidade inca e do vale do rio Urubamba, além de outras montanhas como Huayna Picchu, Salcantay e Verônica.
É considerada patrimônio da UNESCO desde 1983, junto com a cidade inca de mesmo nome. Eles formam o Santuário Histórico de Machu Picchu, um sítio misto que reconhece tanto o valor cultural quanto o natural da região.